# 1308

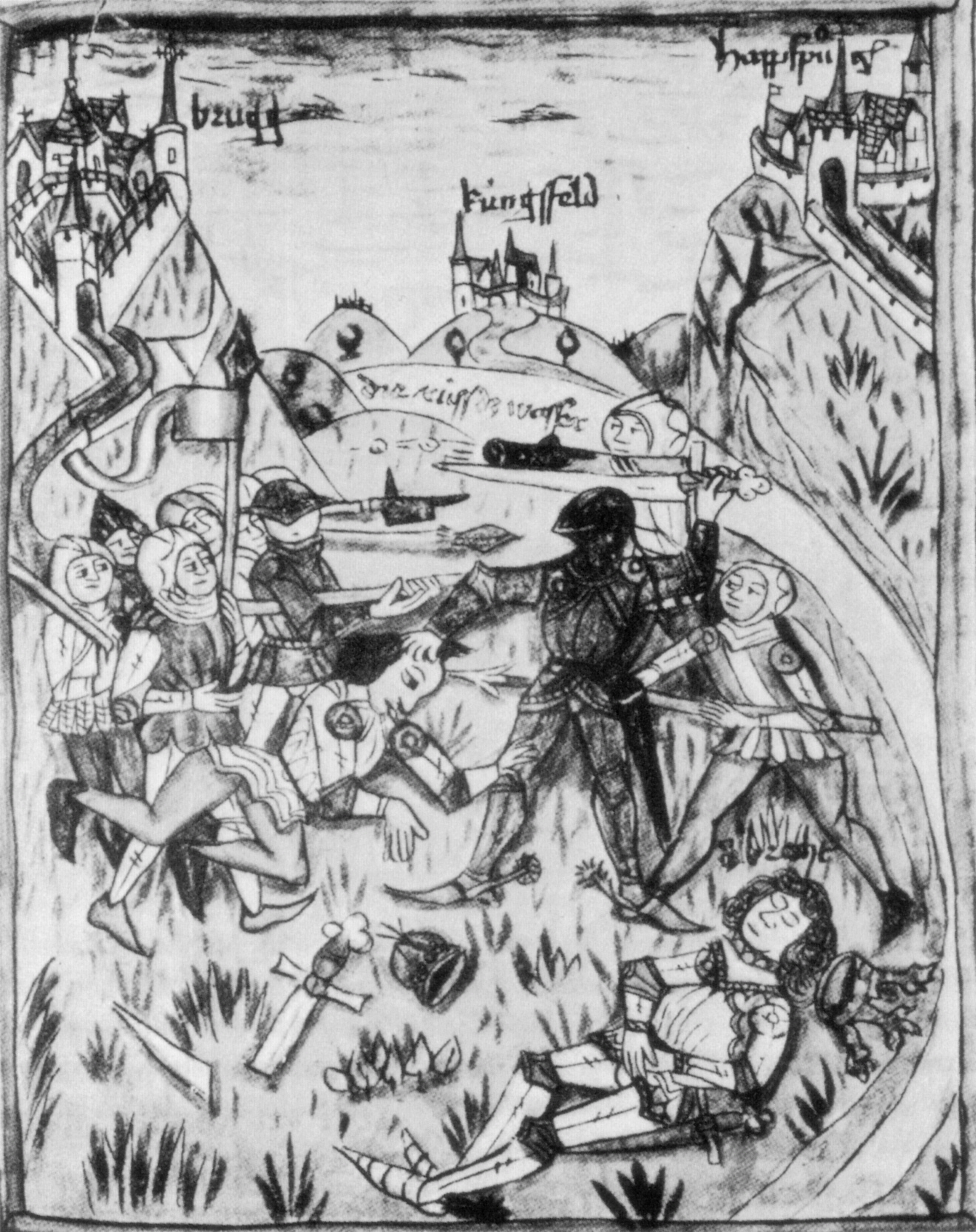
Moord op Albrecht I

Het jaar 1308 is het 8e jaar in de 14e eeuw volgens de christelijke jaartelling.

## Gebeurtenissen
januari
- 25 - Eduard II van Engeland huwt met Isabella van Frankrijk, dochter van koning Filips IV.

februari
- 25 - Eduard II en Isabella worden in Westminster Abbey gekroond tot koning en koningin van Engeland.

mei
- 1 - Rooms koning Albrecht I wordt om een erfeniskwestie bij Windisch vermoord door zijn neef Jan Parricida.
- 1 - Het klooster Königsfelden wordt opgericht.

september
- 8 - De Universiteit van Perugia wordt gesticht.

november
- 27 - Duitsland verkiezing Hendrik VII van Luxemburg als opvolger van Albrecht I

zonder datum
- De Duitse Orde verovert de stad Dantzig.
- De vesting Bohus wordt gebouwd.
- In de bullen Faciens misericordiam en Regnans in coelis gaat paus Clemens V verder in op de vervolging van de Tempeliers.
- Karel van Frankrijk trouwt met Blanca van Bourgondië. (jaartal bij benadering)
- De lekenbroeders van de cisterciënzerabdij Ter Doest in Lissewege komen in opstand. Willem van Saeftinghe doodt de abt en moet vluchten.
- Het Sint-Elooisgasthuis in Kortrijk wordt gebouwd.
- oudst bekende vermelding: Hezelaar, Kaag, Oetewaal, Oosteind

## Opvolging
- patriarch van Antiochië (Grieks) - Dionysius opgevolgd door Marcus
- Athene - Gwijde II van La Roche opgevolgd door Wouter V van Brienne
- Berg - Willem I opgevolgd door zijn neef Adolf VI
- Brandenburg-Salzwedel - Herman opgevolgd door zijn zoon Johan V
- kanaat van Chagatai - Könchek opgevolgd door Taliqu
- Ferrara - Azzo VIII d'Este opgevolgd door zijn broer Aldobrandino II d'Este
- Hessen - Hendrik I opgevolgd door zijn zoons Otto I (Opper-Hessen) en Johan (Neder-Hessen)
- Hongarije - Béla V opgevolgd door Karel I Robert
- Japan - Go-Nijo opgevolgd door Hanazono

## Afbeeldingen

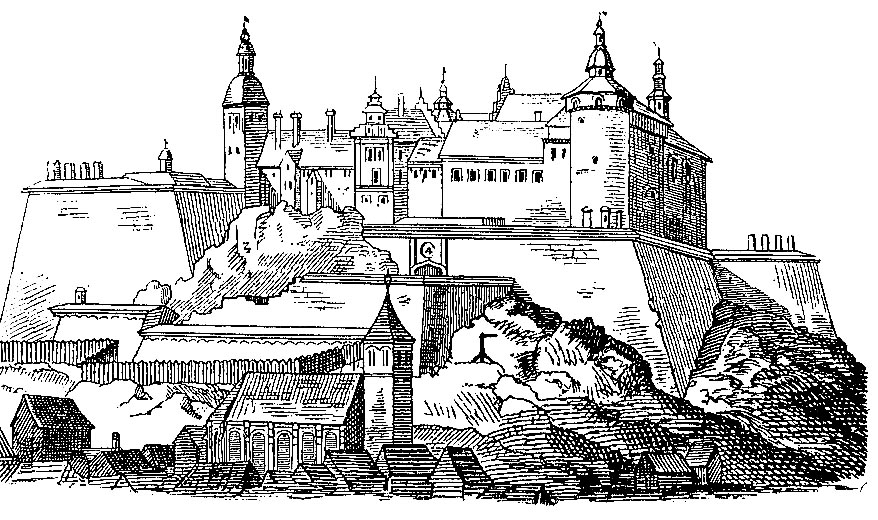
vesting Bohus

## Geboren
- Künga Legpa Jungne Gyaltsen Päl Sangpo, Tibetaans geestelijke
- Longchempa, Tibetaans geestelijke
- Niels Ebbesen, Deens edelman
- Stefan Uroš IV Dušan, koning en tsaar van Servië (1331-1355)
- Orcagna, Florentijns kunstenaar (jaartal bij benadering)

## Overleden
- 31 januari - Azzo VIII d'Este (~44), heer van Ferrara (1293-1308)
- 1 februari - Herman van Brandenburg (~32), Duits edelman
- 1 mei - Albrecht I (53), hertog van Oostenrijk (1282-1298), koning van Duitsland (1298-1308)
- 31 juli - Jan I van Cuijk (~78), Brabants edelman
- 17 augustus - Clara van Montefalco (~40), Italiaans mystica
- 10 september - Go-Nijo (23), keizer van Japan (1301-1308)
- 8 november - Johannes Duns Scotus (~42), Schots theoloog
- 27 november - Otto IV van Brandenburg (~70), Duits edelman
- 21 december - Hendrik I (64), landgraaf van Hessen
- Adolf V van Holstein (~56), Duits edelman
- Albrecht III van Saksen (~27), Duits edelman
- Everhard I van der Mark, Duits edelman
- Otto III van Rietberg (~44), bisschop van Münster
- Otto VII van Brandenburg (~46), Duits edelman
- Trần Nhân Tông (~50), keizer van Vietnam (1278-1293)
- Vachtang III, koning van Georgië (1302-1308)
- Willem I van Berg, Duits edelman